# Kapıkırı

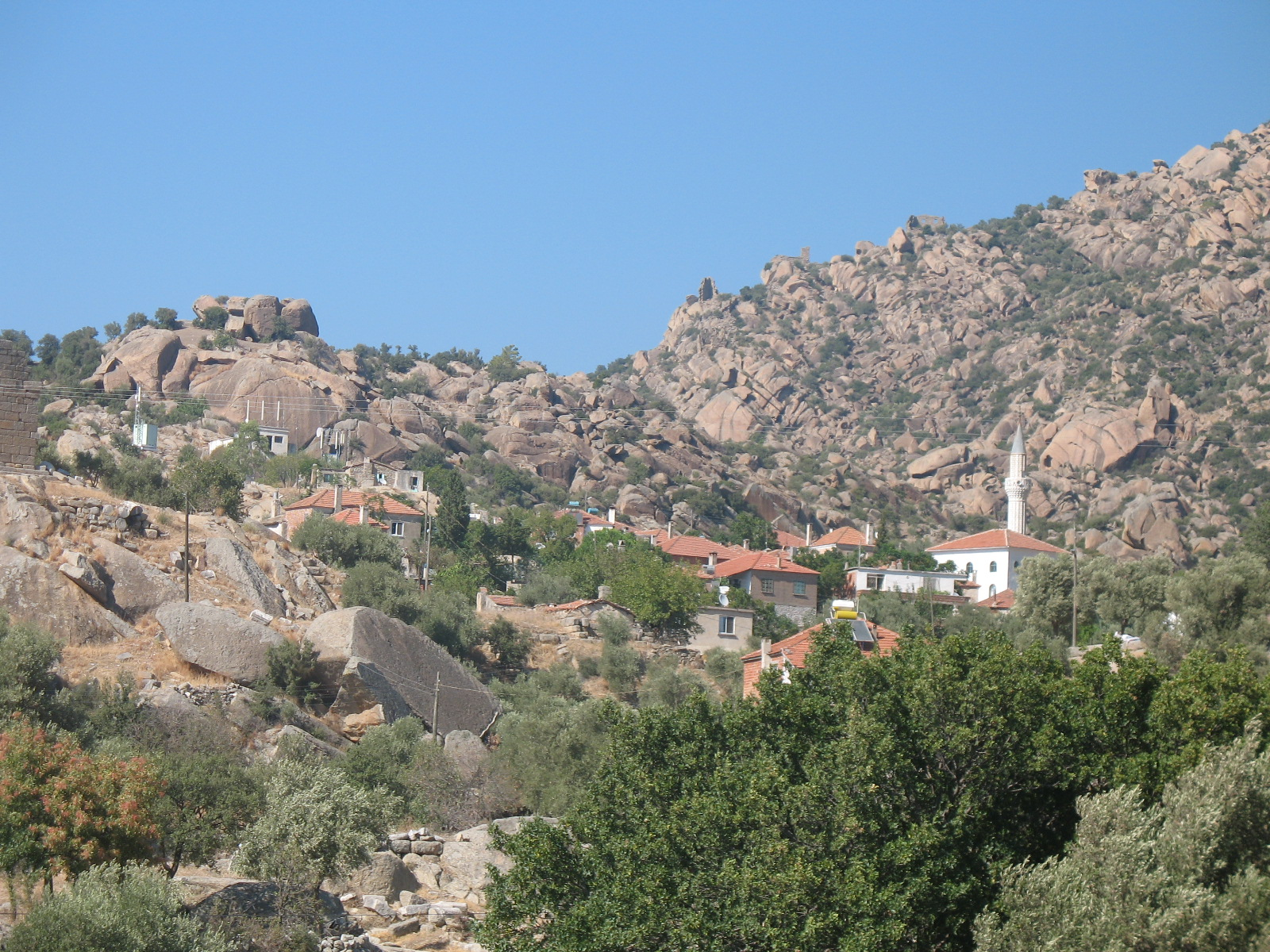
Kapıkırı (Milas) bei Herakleia am Latmos

Kapıkırı ist ein zum Kreis Milas gehörendes Dorf in der türkischen Provinz Muğla.
Der Ort liegt am Südostufer des Bafa-Sees am Südhang der Beşparmak Dağları (Latmosgebirge) und ist durch eine Abzweigung von der Hauptstraße Söke - Milas erreichbar. Das heutige Dorf liegt inmitten der Ruinen des antiken Herakleia am Latmos. Um die Ruinen nicht zu gefährden, dürfen keine Neubauten entstehen. In Kapıkırı leben nur 293 Menschen.
In den Ort kommen vorwiegend Tagesausflügler, die die Ruinen besichtigen und eine Bootsfahrt am See unternehmen. Mittlerweile gibt es einige kleine Restaurants und einfache Pensionen. Die Frauen des Ortes bieten Touristen ihre Handarbeiten an.